# Remy Musungayi Bampale
Rémy Musungayi Bampale  est un homme politique de la République démocratique du Congo. Il est le ministre de l’Industrie, des Petites et Moyennes entreprises, milite au sein de l’Alliance pour le développement et la République (ADR) de François Mwamba, ancien secrétaire général du MLC.